# 古巴共产党
古巴共产党（西班牙語：Partido Comunista de Cuba），简称古共（PCC），是古巴自1965年以来的执政党。《古巴共和国宪法》规定古巴共产党是马克思列宁主义和马蒂思想的先锋组织，也是古巴社会和国家的领导力量。
现任古共中央第一书记是米格尔·迪亚斯-卡内尔。

## 历史

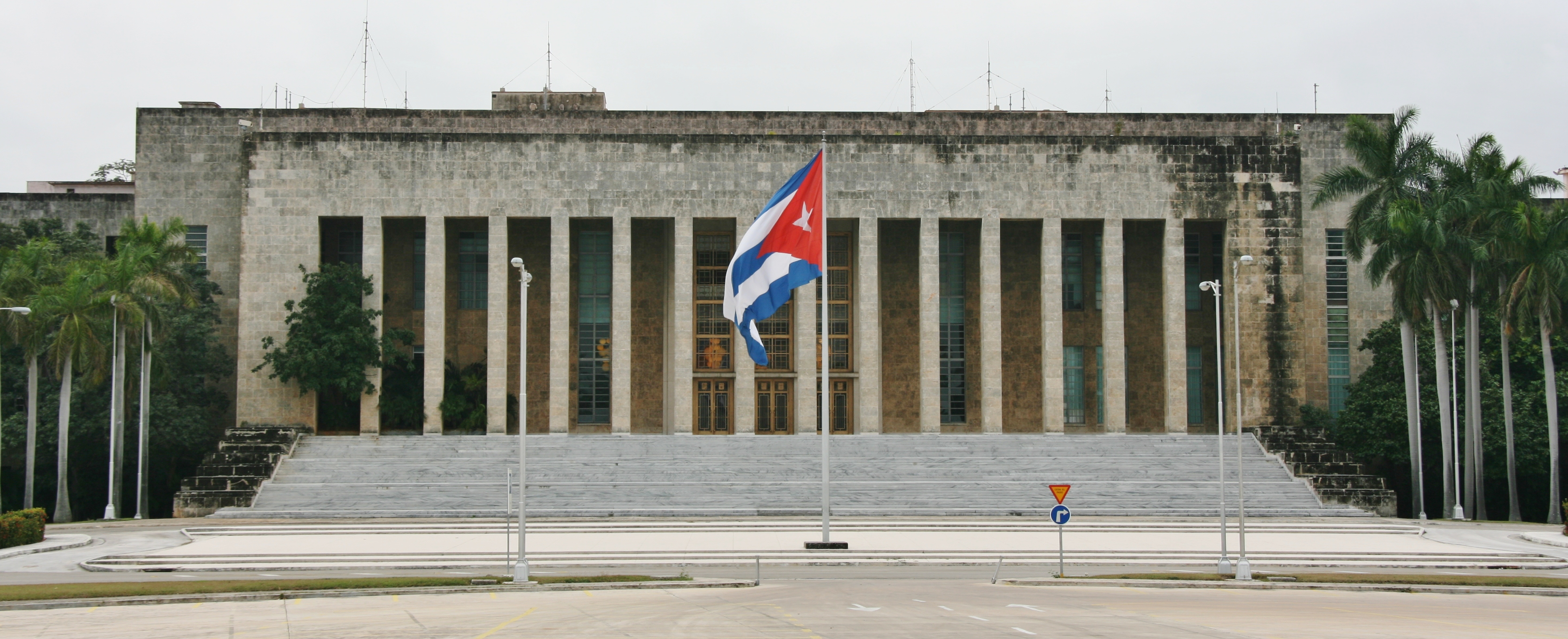
革命宫為古巴共产党中央委員會現址

1902年古巴共和國独立后不久就出现一些共产主义和无政府主义组织。布拉斯·罗加、埃尼巴尔·埃斯卡兰特、法比奥·格罗巴特、阿方索·贝尔纳尔、胡利奥·安东尼奥·梅利亚和何塞·佩雷斯等人于1925年创建最早的古巴共产党。该党是共产国际的成员，接受莫斯科方面领导，后来改名为“人民社会党”。
1956年底，菲德尔·卡斯特罗、切·格瓦拉、劳尔·卡斯特罗等82人乘格拉玛号返回古巴开展游击战争。人民社会党最初对菲德尔持怀疑态度，但后来还是与他领导的七二六运动进行政治上和军事上的合作。
1959年古巴革命胜利后，在格瓦拉和劳尔的影响下，菲德尔使人民社会党合法化。
猪湾事件后的1961年5月1日，菲德尔在哈瓦那革命广场上宣布古巴走社会主义道路。同年7月，卡斯特罗领导的七二六运动与人民社会党、三一三革命指导委员会组成统一革命组织。1962年3月26日，统一革命组织改组为古巴社会主义革命统一党。1965年10月3日，古巴社会主义革命统一党改组为古巴共产党。
成立后最初10年左右，该党的规模较小，而且在政治局外不活跃。1969年，该党只有5万5千名成员，占总人口的0.7%，是世界上最小的执政共产党。1970年代，开始扩展机构。1975年，该党召开第一次代表大会时，成员数为20万；1980年，为43万；1985年，为52万。
由于东欧剧变，1990年8月古巴政府宣布进入“和平时期的特殊阶段”。1991年10月四次全党大会决定：继续坚持社会主义道路，坚持共产党的领导，坚持计划经济。不过后来开始经济变革。1992年，修改后的古巴宪法将在国内组建其他政党的行为除罪化，此后，出现一些反对党，但这些政党在古巴国内几乎没有任何影响力。1997年的第五次代表大会决定在坚持古巴共产党的执政地位、社会主义公有制、计划经济以外，强调把经济工作放在优先地位。
2011年4月16至19日，古巴共产党第六次代表大会召开。大会审议通过劳尔所作中心报告以及《经济社会政策纲领》《关于完善人民政权机关、选举制度和行政区划的决议》《关于召开党的全国代表会议的决定》等4份文件，选举产生第六届中央委员会、中央政治局和书记处。菲德尔正式卸任古共中央第一书记，由劳尔接任；何塞·拉蒙·马查多·文图拉出任第二书记。《经济社会政策纲领》规定，古巴经济模式将继续以生产资料社会主义公有制和“按能力和劳动”为依据的社会主义分配原则为基础；古巴经济模式的目标是保证社会主义制度的持续和巩固，国家经济的发展和人民生活水平的提高。这一文件还列举古巴即将采取的经济改革措施，其中包括开放私营部门、建立税收制度、实现企业自主、取消不必要的补贴等。

## 组织结构
1975年，召开古巴共产党第一次代表大会，后来又在1980年、1986年、1991年和1997年相继召开。1991年前的领导为政治局和书记处，1991年合并到扩大的中央政治局（20多个成员）并继续设立中央书记处。两届大会之间有中央委员会主持事务。第四次大会决定，允许信仰宗教的先进革命分子入党。第五届大会把中央委员会从225人缩减到150人。菲德尔·卡斯特罗和劳尔·卡斯特罗曾长期分别担任第一书记和第二书记。2011年4月，召开古巴共产党第六次代表大会，选举劳尔·卡斯特罗为中央委员会第一书记。
1997年召开古巴共产党第五次代表大会时，有超过78万党员，32.1%为工人，13.8%为技术职业人员，8.2%为教师，7.5%为服务业劳动者。
下属有各级党校。另外有青年共产主义联盟和何塞·马蒂先锋组织，分别对青年和少年进行政治教育。党报为《格拉玛报》。

## 意识形态
比起其它执政的共产党如越南共产党和老挝人民革命党，古巴共产党更执著于马克思列宁主义传统和计划经济模式，坚持社会主义，尽量避免市场经济改革。但在苏联解体以后，迫于经济压力采取了一些资本主义的措施。
支持其它国家的社会主义革命。冷战期间与苏联联合出兵安哥拉，与南非军队展开战斗，最终导致了纳米比亚从南非独立。
在苏联解体后，由于缺少外援古巴减少了对国际事务的介入。但坚持向外派出医生、农业技术人员来支援发展中国家。21世纪后开始向拉丁美洲国家的倾向社会主义的领导人，如巴西的卢拉、委内瑞拉的查韦斯和玻利维亚的莫拉莱斯寻求支持。